# V.E.L.M. (Vivi e lascia morire)
V.E.L.M. (Vivi e lascia morire) (sottotitolato The Street Sequel) è il decimo album pubblicato da Bassi Maestro nel 2006 per l'etichetta Sano Business. È anche il secondo street album di Bassi Maestro.

## Tracce
1. Vivi e lascia morire
2. Keep Comin' Back
3. Ah-ah-aahh!!
4. Nasty Bars  (feat. Fat Fat Corfunk)
5. Non cambio mai
6. Nella notte (feat. G-Max, Don Joe e Daniele Vit)
7. Are You Ready? (feat. Ghemon Scienz, Kiave e Meddaman)
8. Cock 'n' Smizzle Pt. 1
9. Cock 'n' Smizzle Pt. 2 (Jack the Smoker)
10. Cock 'n' Smizzle Pt. 3
11. Cock 'n' Smizzle Pt. 4 (feat. Jack the Smoker)
12. 100% (Amir feat. Mr. Phil, Bassi Maestro e Supa)
13. 4, 3, 2, 1 (feat. Mentispesse)
14. Questa gente (feat. Asher Kuno e Bat One)
15. To the Top  (feat. Babaman e MetroStars)
16. The Real Moneymaker
17. Tu smetti (feat. OneMic)
18. Vorresti averci (Coliche feat. MDT & Rido MC)
19. Lontano da qui (bonus track) (feat. Alessio Beltrami)